# Jólakötturinn
El Yule cat o Gat de Nadal (en islandès "Jólakötturinn" també anomenat "Jólaköttur") és un gat enorme i viciós del folklore nadalenc islandès que es diu que s'amaga al camp nevat durant la temporada de Nadal i menja persones que no reben roba nova abans de la Nit de Nadal. En altres versions de la història, el gat només menja el menjar de la gent sense roba nova. Jólaköttur està estretament relacionat amb altres figures del folklore islandès, considerada la mascota de l'ogressa Grýla i els seus fills, els Yule Lads.

## Història
La primera menció del gat de Yule és d'una col·lecció de folklore de 1862 de Jón Árnason, Íslenzkar þjóðsögur og æfintýri. Es va descriure com una bèstia malvada que es menjava aquells que no tenien roba nova per Nadal, o menjaria el seu "mossec de Nadal" (una porció addicional de menjar donada als residents d'una granja). Jón no va donar cap font per a cap de les històries.
Des de llavors s'han proposat dues teories sobre l'origen de la història. En una teoria, el folklorista Árni Björnsson assenyala una nota a peu de pàgina de Jón que utilitza la figura retòrica "per vestir el gat". A partir d'aquesta nota a peu de pàgina i de la manca de fonts escrites sobre el gat de Yule abans dels escrits de Jón, Árni va concloure que la frase era la font a partir de la qual Jón va crear el monstre. En una altra teoria, l'arqueòleg Guðmundur Ólafsson connecta el gat de Yule amb diverses entitats que, en altres tradicions europees, acompanyaven Sant Nicolau. Guðmundur va assenyalar que les fonts de qualsevol mena de folklore a la història eren habitualment escasses, de manera que la manca de fonts escrites sobre el gat de Yule no tenia gaire importància.
El Gat de Nadal s'utilitzava tradicionalment com a amenaça i incentiu perquè els treballadors agrícoles acabessin de processar la llana recollida a la tardor abans de Nadal. Els que participaven en l'obra eren recompensats amb roba nova, però els que no n'obtenien res serien presa del Gat de Nadal.

### Jólin koma
L'establiment del gat de Yule com a part del folklore nadalenc clàssic islandès va arribar el 1932, quan Jóhannes úr Kötlum va publicar el seu recull de poesia Jólin koma ("S'acosta Nadal"). Un dels poemes, Jólakötturinn, se centra en el monstre devorador d'homes homònim que posteriorment es va convertir en una part habitual de les festes i decoracions de Nadal a Islàndia.
Mentre que el poema no associava Jólakötturinn amb Grýla, Leppalúði, o els Yule Lads, els personatges també apareixien a la col·lecció. Aquesta similitud va provocar connexions en històries posteriors. A mitjans del segle xx, Jólakötturinn era considerada la mascota de Grýla i els seus fills. En algunes històries posteriors, Jólakötturinn és tan desobedient que només Stúfur, el nen Yule Lad més petit, és capaç de dirigir-lo, i munta el gat pel camp.
Ingibjörg Þorbergs compongué diverses cançons basades en els poemes de Jóhannes, incloent un basat en Jólakötturinn al voltant de 1970.

### Popularitat moderna
El 2008, el diari en línia en anglès The Reykjavík Grapevine va publicar un article sobre el gat de Yule; això s'ha considerat parcialment responsable del reconeixement internacional del gat de Yule. Així, la història del Jólaköttur es va repetir i ampliar en diversos altres articles.
El 2018, la ciutat de Reykjavík va crear una escultura de ferro del Gat de Nadal de 5 metres d'alçada com a decoració de Nadal a la plaça central de la ciutat.
El desembre de 2023, es va estrenar a Islàndia un curtmetratge titulat Þið kannist við... en el qual una família rep la visita del Gat de Yule.